# ممفيس للطيران

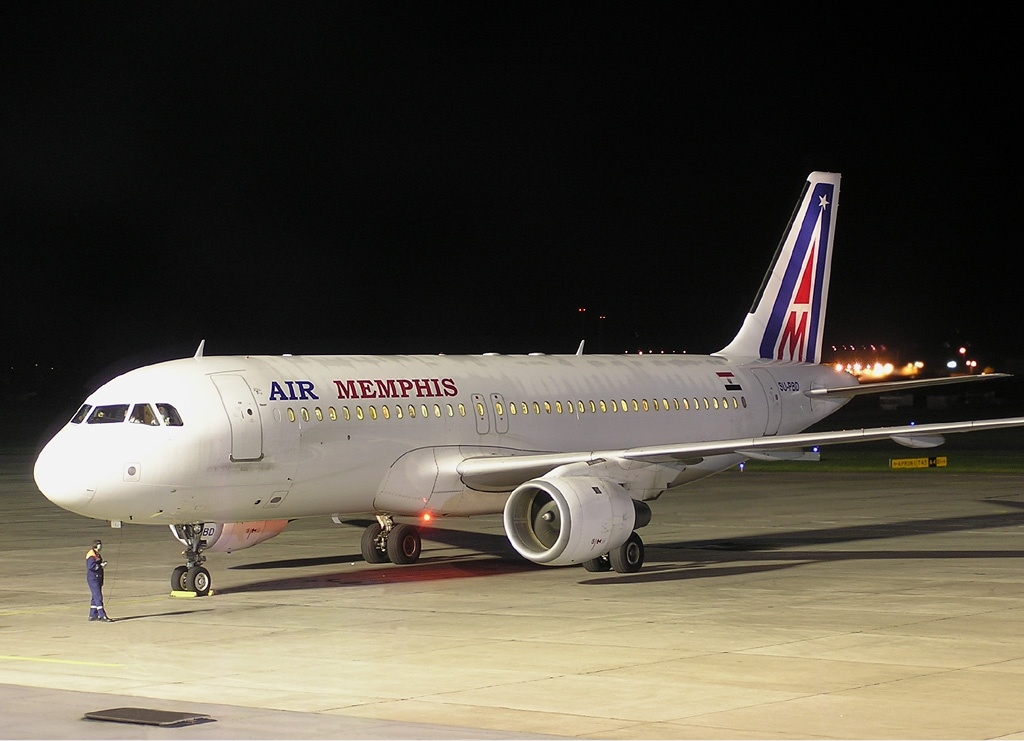

ممفيس للطيران شركة طيران مصرية خاصة، يقع مقرها الرئيسي في العاصمة القاهرة، وتتخذ من مطار القاهرة الدولي ومطار أسوان الدولي مركزين لعملياتها، تسير العديد من الرحلات العارضة والمنتظمة إلى بعض دول أوروبا والشرق الأوسط، وتنطلق أغلب رحلاتها من مطار أسوان الدولي، تأسست الشركة في أغسطس 1995، وبدأت رحلاتها فعلياً سنة 1996 بتسيير رحلات الشحن الجوي بين أفريقيا وأوروبا بطائرات من طراز بوينغ 707، وساهمت الشركة بتسيير رحلات تنقل بعض المعونات الغذائية لصالح الأمم المتحدة في أماكن النزاعات في العالم، وبدأت الشركة في بدايات عام 2000 في تسيير رحلات الركاب العارضة من القاهرة الى أسوان وأبوسمبل بطائرة مؤجرة، ثم قامت بشراء طائرة من طراز ماكدونل دوغلاس دي سي 9 تتسع لـ 115 راكب من شركة خطوط الولايات المتحدة الجوية وأضافت لوجهاتها فيما بعد مدن الأقصر وشرم الشيخ والغردقة. وكنتيجة زيادة استيعاب السوق المصري لأعداد ركاب جديدة، والإتجاة لنقل الركاب من أوروبا إلى المناطق الأثرية في مصر، قامت الشركة بشراء طائرتان من طراز إيرباص إيه 320، وحالياً تقوم شركه طيران ممفيس بتسيير رحلات داخلية بمصر ورحلات دوليه الى أوروبا ودول الشرق الأوسط.